# Nevado de Longaví
El  Nevado de Longaví, de 3.240 m s. n. m., es un "estratovolcán" de la Cordillera de los Andes del centro de Chile, en la provincia de Linares, Región del Maule. Con nieves perennes en su cumbre, y generalmente también en sus faldas, es un hito de gran belleza regional y nacional.
El Longaví no tiene un cráter abierto ni hay memoria de que haya tenido erupciones recientes ni históricas, pero se estima que su última erupción fue en el año 4.890 a. C. ± 75. Hay material sulfuroso en sus laderas el que, en ocasiones, despide un penetrante olor. En la parte superior de todas sus caras hay glaciares y neveros.

## Turismo
Hacer senderismo hacia el Longaví es algo dificultoso pero de claras gratificaciones. En la ruta, se encuentran lugares y vistas de gran belleza, que incluyen bosques vírgenes, glaciares, la Laguna Achibueno y grupos de cipreses de la Cordillera, al sur del Cerro El Toro.